# Flakhelfer

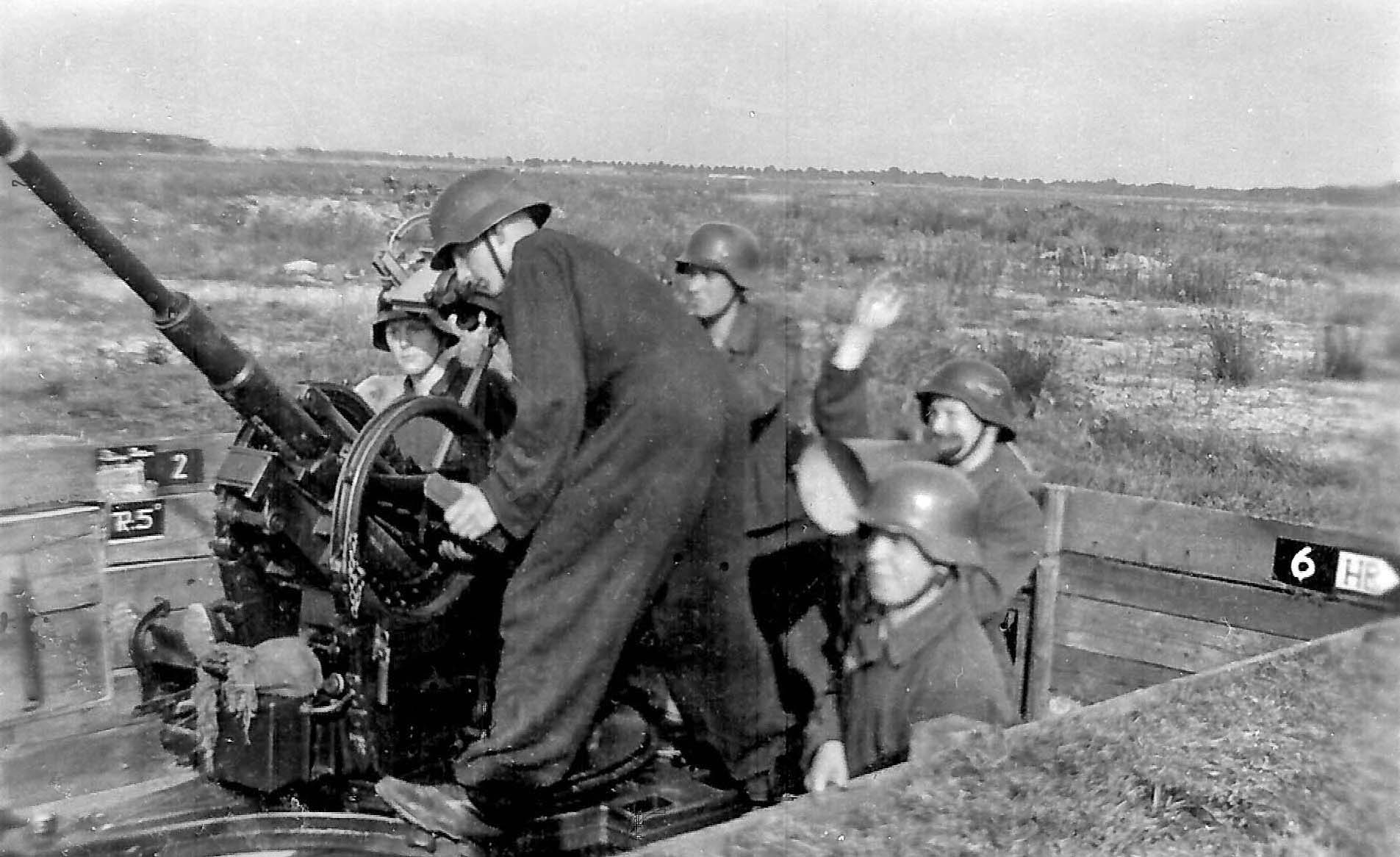
Flakhelfer im Einsatz an einer 2-cm-Flak 38 (Sommer 1944)

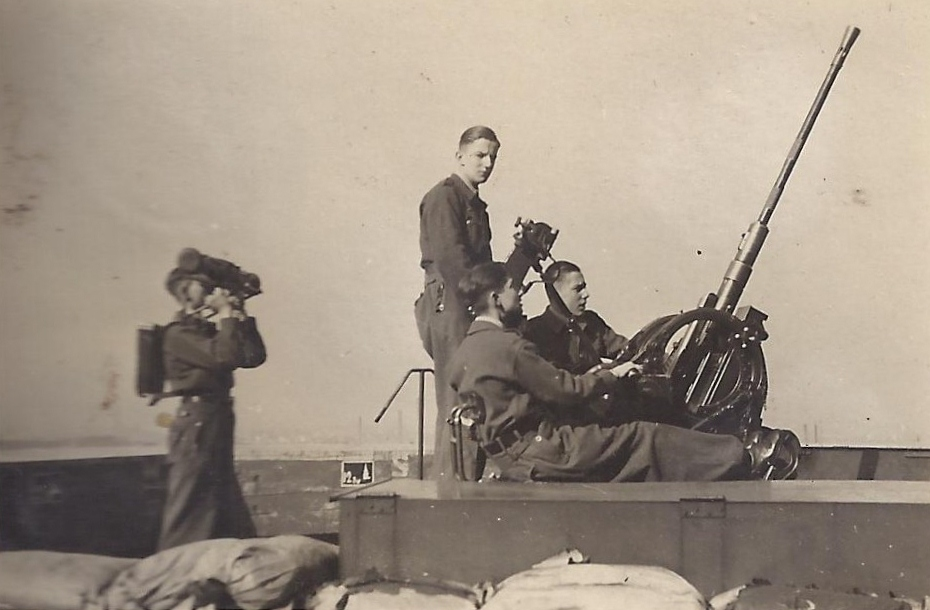
2-cm-Flak mit Flakhelfern (Jahrgang 1927) auf dem Flakturm Berlin-Gesundbrunnen (Humboldthain), 1943

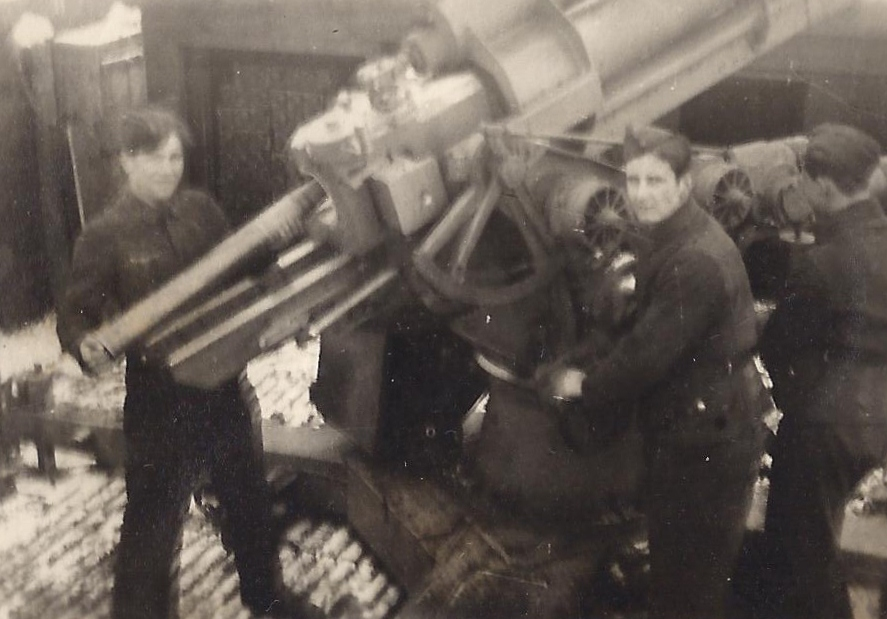
8,8-cm-Flak-Batterie in Berlin-Karow, Flakhelfer (Jahrgang 1927) als Lade- und Richtschütze am Geschütz „Bertha“ (Januar 1944)

Flakhelfer oder Flakwaffenhelfer wurden im Deutschen Reich während des Zweiten Weltkrieges ab 1943 zum Dienst in der Luftverteidigung an Flugabwehrkanonen (Flak) bei Luftwaffe und Kriegsmarine (Marine-Flak) eingesetzt. Die weitaus größte Gruppe stellten 15- bis 17-jährige Oberschüler der Geburtsjahrgänge 1926 bis 1928. Ab 5. Januar 1944 wurden auch Mittelschüler des Geburtsjahrgangs 1928 und ab August 1944 Lehrlinge des gleichen Geburtsjahrgangs aus dem gewerblichen und kaufmännischen Bereich eingesetzt.
Nach der heute weltweit gebräuchlichen Begriffsbestimmung könnten diese im weiteren Sinne nachträglich zu den Kindersoldaten gezählt werden.

## Rechtliche Grundlagen
Am 26. Januar 1943 hatten der Reichsminister der Luftfahrt und Oberbefehlshaber der Luftwaffe Hermann Göring, der Leiter der Partei-Kanzlei Martin Bormann, Reichsinnenminister Wilhelm Frick, der Reichsminister für Wissenschaft, Erziehung und Volksbildung Bernhard Rust sowie Reichsjugendführer Artur Axmann die Anordnung über den Kriegshilfseinsatz der deutschen Jugend in der Luftwaffe unterzeichnet. Rechtsgrundlage für die Heranziehung der Luftwaffenhelfer war die Notdienstverordnung vom 15. Oktober 1938 des Beauftragten für den Vierjahresplan Hermann Göring.
Vorgesehen war die Heranziehung von Schülern der höheren und der mittleren Schulen, die das 15. Lebensjahr vollendet hatten (Geburtsjahrgänge 1926 und 1927) zur Wahrnehmung von Hilfsdiensten bei Einheiten der Luftwaffe, nicht nur im Fernsprechdienst, Flugmeldedienst, Aus- und Umwertungsdienste und im Geschäftszimmerdienst, sondern auch an der Flakwaffe. 
Am 12. Februar 1943 folgte die Anordnung über den Kriegshilfseinsatz der deutschen Jugend bei der Kriegsmarine.- R 13/43g des OKW, der Partei-Kanzlei, des Reichsministers des Innern, des Reichsministers für Wissenschaft, Erziehung und Volksbildung und des Jugendführers des Deutschen Reiches für die Heranziehung als sog. HJ-Marinehelfer.

## Vorbereitung des Einsatzes
Am 20. September 1942 hatte Adolf Hitler in einem Führerbefehl die umgehende Abstellung von 120.000 Mann der Luftwaffe für den Erdkampf, die Kriegsmarine und die Verwendung bei der U-Boot-Waffe verlangt. Das bedeutete eine enorme Verminderung des Personalbestandes bei den Flakeinheiten im Reichsgebiet. Zwar gab es schon seit dem April 1942 die Möglichkeit des Einsatzes von Schülern in sogenannten Heimatflak-Batterien, doch war dieser freiwillig und außerdem an eine untere Altersgrenze von 17 Jahren gebunden.
Im Oktober 1942 gab es erste Kontakte zwischen dem von Hermann Göring geleiteten Reichsluftfahrtministerium und dem von Minister Bernhard Rust geführten Reichsministerium für Wissenschaft, Erziehung und Volksbildung. Görings Ministerium teilte mit, man beabsichtige, die Jahrgänge 1926 und 1927 zu Hilfsdiensten bei der Luftwaffe einzusetzen. Geplant waren die Tätigkeiten als Nachrichtenhelfer, als Bodenpersonal auf Militärflugplätzen und ähnliche Dienstleistungen. Einberufen werden sollten Schüler der höheren und mittleren Schulen bei völligem Wegfall des Unterrichtes. Gegen diese Pläne machte das Reichserziehungsministerium erhebliche Bedenken geltend, vor allem gegen den vorgesehenen Wegfall des Unterrichtes. Dieser müsse gewährleistet bleiben, am besten dadurch, dass man Schulklassen samt ihren Lehrern heranziehe. Auch andere Ministerien schalteten sich in die Diskussion ein und brachten aus unterschiedlichen Gründen Einwände vor. Der Reichsinnenminister befürchtete eine unzureichende Ausbildung zukünftiger Führungseliten und Wissenschaftler auf allen Gebieten. Der Reichsaußenminister Joachim von Ribbentrop wünschte eine möglichst unauffällige Durchführung des Vorhabens. Es müsse, so hieß es, der Eindruck vermieden werden, das Deutsche Reich setze Kinder als letztes Aufgebot, als Kanonenfutter ein.
Die schwersten Bedenken wurden jedoch in einem internen Papier vom obersten Parteiführer der NSDAP nach Hitler, von Reichsleiter Martin Bormann, vorgebracht. In einem Brief an Göring vom 21. Dezember 1942 sah er durch den Kriegsdienst in erster Linie gesundheitliche Gefahren für die Jugendlichen. Auch müsse vor allem die Betreuung durch Schule und Hitlerjugend sichergestellt werden.

## Entscheidung durch Hitler

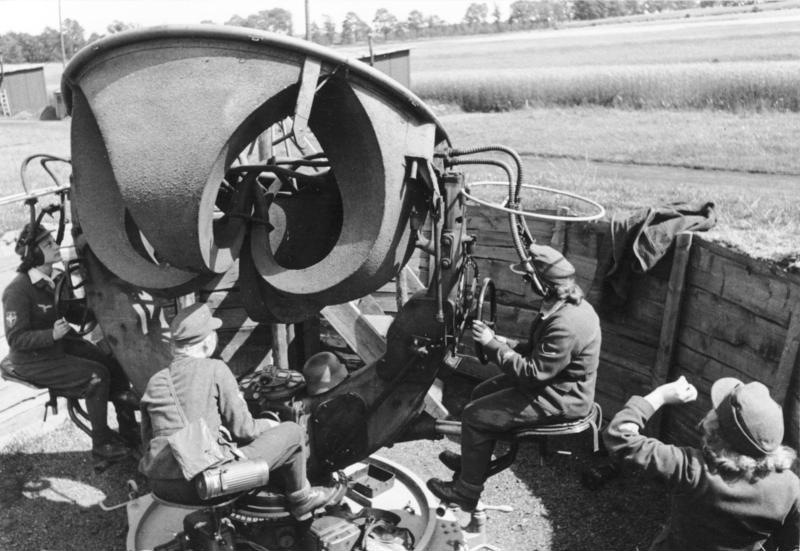
Flakhelferinnen an einem Horchgerät im Jahr 1943

Die endgültige Entscheidung fiel durch Hitler am 7. Januar 1943. Gegenüber den ursprünglichen Plänen gab es erhebliche Einwände und Modifikationen:
- Es sollten nur Schüler der Höheren und der Mittelschulen aus den Geburtsjahrgängen 1926 und 1927 einberufen werden.
- Einsätze sollten nur in der Nähe der Heimatorte erfolgen.
- Ein Einsatz von Mädchen war nicht mehr vorgesehen, er konnte jedoch ab dem 17. Lebensjahr auf freiwilliger Basis erfolgen. Später allerdings gab es Dienstverpflichtungen, vorwiegend im Nachrichtenwesen (Blitzmädel) und an Scheinwerfern. Ab 1944 wurden auch weibliche Angehörige des Reichsarbeitsdienstes (Arbeitsmaiden) in Flakbatterien eingesetzt.

Das fachlich zuständige Reichsministerium für Erziehung veröffentlichte am 22. Januar 1943 die endgültige Fassung des Erlasses über den „Kriegshilfseinsatz der Jugend bei der Luftwaffe“. Der Reichsminister für Luftfahrt und Oberbefehlshaber der Luftwaffe Göring regelte in einem „nur für den Dienstgebrauch“ bestimmten Erlass die gesamten Dienstverhältnisse der Luftwaffenhelfer. Dieser reichte in bürokratischer Ausführlichkeit von der Kompetenzverteilung zwischen allen mit der Einberufung der Flakhelfer befassten Dienststellen über den vorgesehenen Schulunterricht bis zu einer Disziplinarordnung nebst Androhung von Arrest bei Verstößen.

## Einziehung

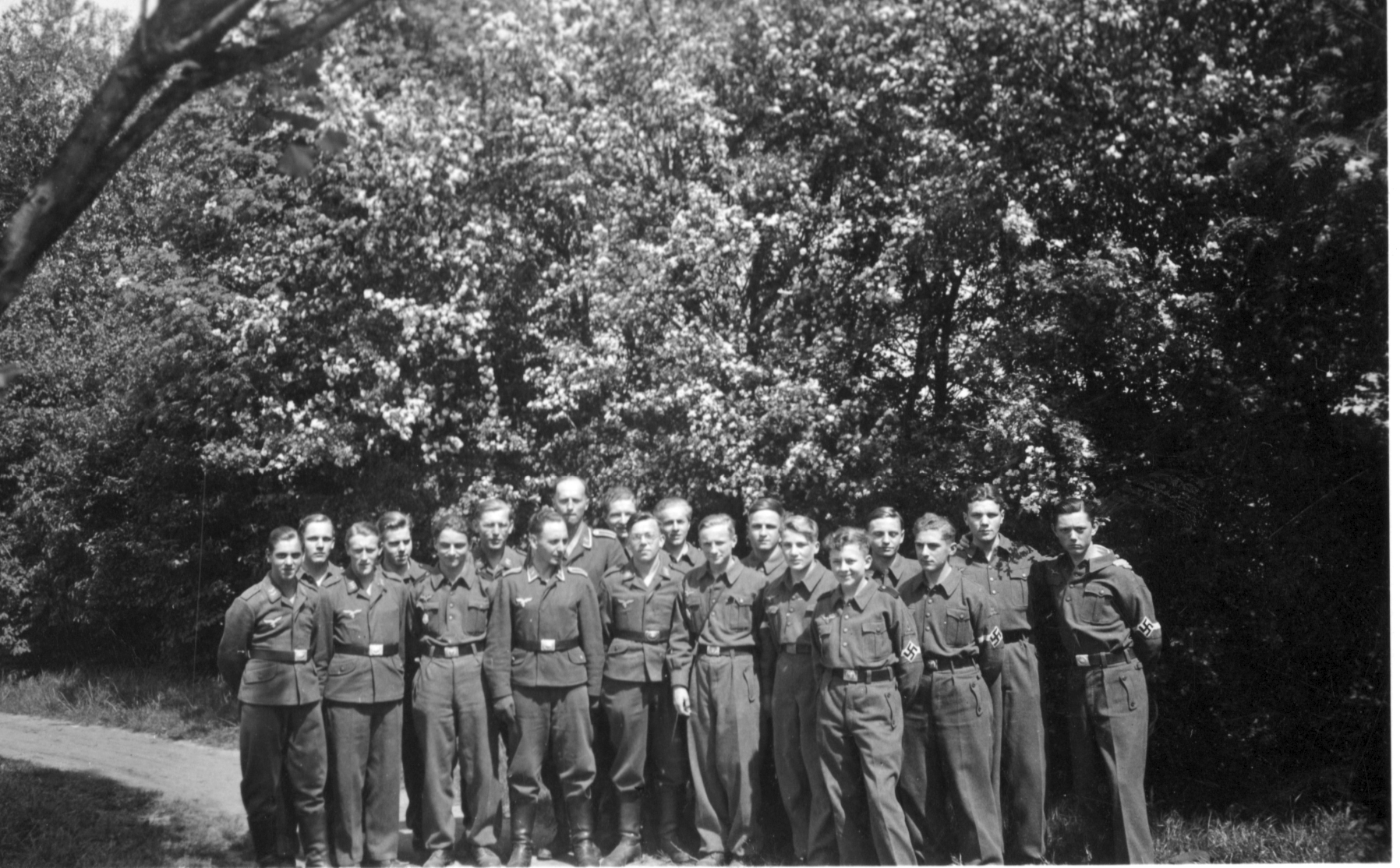
Gruppenfoto einer 7. Klasse des Frankfurter Goethe-Gymnasiums, Geburtsjahrgang 1926, vollständig eingezogen im Februar 1943 und im Dienst bei einer 10,5-cm-Flakbatterie bei Frankfurt-Schwanheim

Als erster Einziehungstermin war der 15. Februar 1943 vorgesehen. Die 15 bis 17 Jahre alten Schüler der Jahrgänge 1926 und 1927 erhielten einen Heranziehungsbescheid, der vom Landrat, Oberbürgermeister oder Polizeipräsidenten unterschrieben worden war.
Die Bescheide sollten am Ende einer Elternversammlung ausgehändigt werden. Vorgesehen war die Teilnahme des jeweiligen Schulleiters für die schulischen und eines Flakoffiziers für die militärischen Aspekte. Ein Hoheitsträger der NSDAP, zum Beispiel der Kreisleiter, sollte die politischen Gründe für die Maßnahme erläutern. Eine Beteiligung der Hitlerjugend an solchen Veranstaltungen war nicht vorgesehen.
Im Dezember 1942 standen hierfür 68.522 Schüler zur Verfügung, ab Januar 1944 wurden dann auch Schüler des Geburtsjahrgangs 1928, diesmal ohne eine besondere Veranstaltung, eingezogen. Im Sommer 1944 traten noch Schüler aus Berufs- und Handelsschulen hinzu. Die 15- bis 17-Jährigen wurden zunächst überwiegend in Wohnortnähe eingesetzt, später auch in größerer Entfernung vom Wohnort. Sie erhielten Schulunterricht.
Die Flakhelfer wurden mit Nachsprechen einer Verpflichtungserklärung auf ihre Obliegenheiten verpflichtet. Für Fälle von Pflichtverletzungen gab es eine spezielle Disziplinarstrafordnung. Ein „unerlaubtes Entfernen von der Truppe“ konnte mit dem Tode bestraft werden. Von entsprechenden Urteilen ist nichts bekannt.

## Einflussversuche der Hitlerjugend
Es gab einen Entwurf zum HJ-Dienst der Luftwaffenhelfer vom 19. Januar 1943, der das Gemeinschaftsleben der Jungen nach den Grundsätzen und Vorstellungen der HJ-Führung gestalten sollte. Diese betrachtete vor allem den wöchentlichen „Heimabend“ als unverzichtbar für die „weltanschauliche Schulung“ und nationalsozialistische Ausrichtung der Flakhelfer. Offiziell hießen die Flakhelfer ab September 1943 „Luftwaffenhelfer (HJ)“. Der Reichsjugendführung war es gelungen, den Zusatz zur Dienstbezeichnung durchzusetzen. Ein Luftwaffenhelfer-Abzeichen, die Armbinde der Hitlerjugend, ein auf der rechten Seite der Uniformbluse aufgestickter Adler mit den Buchstaben LH, sollte die Luftwaffenhelfer von den Soldaten abheben und die Zugehörigkeit zur Hitlerjugend demonstrieren. Das Tragen von Rangabzeichen der HJ, wie Fangschnüren oder Sternen auf den Schulterklappen, war jedoch bei den Luftwaffenhelfern nicht erlaubt.
Immer wieder gab es erneute Versuche der HJ-Führung, einen stärkeren Einfluss auf die Jungen zu gewinnen. Insbesondere wies die HJ-Führung auf die Pflicht zum Tragen der HJ-Armbinde mit dem Hakenkreuz zur „Ausgehuniform“ der Flakhelfer hin. Dies wurde zu einem andauernden Streit- und Konfliktkomplex. Die Luftwaffenhelfer nahmen nach übereinstimmenden Erlebnisberichten diese Armbinde ab, so oft sie konnten. Das führte in der Praxis häufig zu Reibereien mit höherrangigen HJ-Führern, die in der Regel nicht zum Dienst als Luftwaffenhelfer eingezogen worden waren, oder mit dem HJ-Streifendienst, der gegenüber Hitlerjungen gewisse Polizeibefugnisse hatte. Die militärischen Vorgesetzten der Flakhelfer sollten solche Verstöße gegen Uniformvorschriften oder gegen die Grußpflicht gegenüber NS-Führern oder höherrangigen HJ-Führern disziplinarisch ahnden, doch zeigte sich in der Praxis, dass die Offiziere und Unteroffiziere in den Flakbatterien darüber hinwegsahen.
Die Flakhelfer selber betrachteten sich primär als Soldaten und Erwachsene. Sie hielten weitere Dienste in der HJ mit Singabenden und Geländespielen angesichts des von ihnen verlangten Kriegseinsatzes für kindisch.

## Schulunterricht der Flakhelfer
Für die Oberschüler waren 18 Stunden Schulunterricht pro Woche vorgesehen, davon je drei Stunden Deutsch, Latein, Geschichte, Mathematik und je zwei Stunden Physik, Chemie und Erdkunde. Latein war die einzige Fremdsprache. Gegen den Wegfall des Englischunterrichtes gab es vereinzelte Elternproteste, die hin und wieder sogar Erfolg hatten. Der Unterricht wurde entweder in den Stammschulen von den bisherigen Lehrkräften erteilt oder, wo dies aus Entfernungsgründen nicht möglich war, in Räumlichkeiten in Nähe der Flakstellungen oder in den Stellungen selbst. Für den Einsatz in größerer Entfernung vom heimatlichen Schulort wurde die Funktion des Betreuungslehrers neu eingeführt. Dieser begleitete die Schüler zum Einsatzort und sollte die schulischen Belange gegenüber den militärischen vertreten und darauf hinwirken, dass nicht unnötig Unterricht ausfiel und ausgefallener Unterricht nachgeholt wurde. Er sollte ferner bei den Flakhelfern das Interesse und das Gefühl für die Notwendigkeit von Schulunterricht wachhalten. Schon zu Beginn des Einsatzes 1943 ließen sich die militärischen Notwendigkeiten mit den schulischen aber oft kaum noch in Einklang bringen. Die Folge war, dass der Schulunterricht oft zugunsten der militärischen Aufgaben beschränkt wurde.
Probleme wurden dadurch erzeugt, dass die Schüler nicht nach Schuljahrgängen, sondern nach Geburtsjahrgängen eingezogen wurden. Ein Schuljahrgang umfasste die zwischen etwa den Osterfesten zweier aufeinanderfolgender Jahre Geborenen. Zum Luftwaffenhelferdienst wurden jedoch die in einem Kalenderjahr geborenen eingezogen. Das hatte zur Folge, dass aus einer Schulklasse die von Ostern bis Jahresende geborenen zunächst eingezogen wurden, die danach von Jahresanfang bis Ostern geborenen jedoch erst im nächsten Jahr. So wurden die Schulklassen getrennt: Beide Gruppen wurden aus wehrmachtsorganisatorischen Gründen dann nicht zusammen in einer Einheit als Luftwaffenhelfer eingesetzt, sondern weit überwiegend getrennt. Dennoch sollten beide Gruppen den ihrer Schulklasse gemäßen Schulunterricht erhalten, was auch durchgeführt wurde. So bereitete diese Trennung organisatorische Schwierigkeiten.
Ab 1944 erfolgten zunehmend Einsätze in Gebieten, die von den Heimatorten der Flakhelfer weit entfernt waren. So waren zum Beispiel Schüler aus Baden und Württemberg zunächst in Friedrichshafen am Bodensee, dann nacheinander in kurzen Abständen bei Karlsruhe, in der Pfalz, an der Schweizer Grenze und zuletzt bei Pforzheim stationiert. Schüler des Kaiser-Wilhelm-Gymnasiums aus Osterode/Ostpreußen waren als Flakhelfer bei Stade an der Elbmündung und auf Borkum eingesetzt. Schulklassen des Fürst-Otto-Gymnasiums in Wernigerode am Harz wurden als Flakhelfer der Marineflak an der Elbmündung gegenüber der Kanalschleuse von Brunsbüttel und auf Sylt eingesetzt. Flakhelfer aus Castrop-Rauxel im Ruhrgebiet gelangten im Laufe weniger Monate von Stellungen in unmittelbarer Nachbarschaft ihrer Heimatstadt bis nach Oberschlesien in Sichtweite der Vernichtungslager von Auschwitz. Flakhelfer der Oberschulen in Zwickau kamen nach Berlin und Berliner Oberschüler zum Mitteldeutschen Flakgürtel in der Provinz Sachsen.
Die verstärkten Angriffe der alliierten Luftwaffen bei Tag und Nacht in immer kürzeren Intervallen ab 1944 machten einen geregelten Unterricht zunehmend schwierig. Die Flakhelfer mussten in steigendem Umfang die Aufgaben der regulären Bedienungsmannschaften an den Waffen und Geräten übernehmen. Dadurch und wegen der Zahl und Länge der Waffendienst- und Gefechtszeiten während der Fliegeralarme wurde der Schulunterricht sehr stark reduziert. Ehemalige Flakhelfer berichten, dass sie während ihrer Dienstzeit von 13 Monaten insgesamt etwa einen Monat Unterricht hatten.
Flakhelfer wurden vor ihrer Einberufung zum Reichsarbeitsdienst bzw. zum regulären Wehrdienst aus dem Dienst als Flakhelfer entlassen und beendeten damit auch den Schulbesuch. Sie erhielten dann in der Regel von der Schule ein Abgangszeugnis, versehen mit dem „Reifevermerk“, der als Abitur-Ersatz galt (Notabitur), nach dem Krieg meistens aber nicht anerkannt wurde, oder dem „Vorsemestervermerk“ (Flakhelfer des Jahrganges 1928 im Januar 1945).
Der Bescheid zur „Heranziehung von Schülern zum Kriegseinsatz der deutschen Jugend in der Luftwaffe“ bestimmte u. a.: „Luftwaffenhelfer, die vor der Zeit, in der sie unter regelmäßigen Umständen die Reifeprüfung ablegen würden, aus dem Einsatz bei der Luftwaffe ausscheiden, um in den Arbeits- oder Wehrdienst überzutreten, erhalten nach den hierüber erlassenen Vorschriften des Reichsministers für Wissenschaft, Erziehung und Volksbildung auf ihrem Abgangszeugnis den Reifevermerk, sofern ihre Leistungen und ihr Verhalten im Unterricht und im Einsatz dies rechtfertigen“.
Im tatsächlichen Ablauf erhielten diese Luftwaffenhelfer aber beim Ausscheiden aus der Luftwaffe nur ein Abgangszeugnis mit einer Bescheinigung, dass sie zu dem Termin, an dem sie bei weiterem Besuch der Schule die Reifeprüfung abgelegt haben würden, den „Vorsemestervermerk“ erhalten würden. Luftwaffenhelfer, die erst kurz vor dem Ende des Krieges entlassen wurden, erhielten oft kein derartiges Abgangszeugnis. Wenn man aber zwischen Arbeitsdienst und Einberufung zur Wehrmacht wieder am Unterricht der Schule teilgenommen hatte und in die Klasse 8 versetzt worden war, wurde ein weiteres Abgangszeugnis für Luftwaffenhelfer mit nachträglichem „Reifevermerk“ erteilt. Dazu gab es eine „Bescheinigung über den Reifevermerk“ mit dem Inhalt, dass dem Schüler der Klasse 8 aufgrund seiner Haltung und seiner Leistung zu dem Zeitpunkt, an dem er unter normalen Bedingungen die Reifeprüfung abgelegt haben würde, die „Reife“ zuerkannt werden würde, wenn er dies unter Vorlage des Abgangzeugnisses durch seine Wehrmacht- bzw. Waffen-SS-Dienststelle beantragen würde. Selbst wenn alle Bedingungen erfüllt waren, wurde dieser „Reifevermerk“ (Abitur-Ersatz, Notabitur) nach dem Krieg meistens (rechtswidrig) nicht anerkannt.
Bereits im Herbst 1945 boten die Schulen für diese Fälle Sonderlehrgänge zur Erlangung der Hochschulreife an, die halbjährig oder ganzjährig dauerten. Nach schriftlichen und mündlichen Prüfungen wurde das „Zeugnis der Reife“ erteilt.
Luftwaffenhelfer der Geburtsjahrgänge 1927 und 1928, die im Frühjahr 1945 die 7. Oberschulklasse beendeten, erhielten ab Herbst 1945 regulären Schulunterricht als Oberschüler, der im Februar 1947 mit der Abiturprüfung (Prüfung zur Erlangung der Hochschulreife, „Reifeprüfung“) abgeschlossen wurde. Bis 1945 wurde die Abiturprüfung regulär nach 12 Schuljahren abgelegt, nun also erst nach der 9. Oberschulklasse nach 13 Schuljahren.
Diejenigen Luftwaffenhelfer, welche erst nach langjähriger Kriegsgefangenschaft zurückkehrten, hatten kaum eine Chance auf Zuerkennung der Reife.

## Flakhelfer im militärischen Einsatz

### Waffen und Geräte
Die Flakhelfer wurden praktisch an allen Waffen und Geräten ausgebildet und eingesetzt, die zur Ausrüstung der deutschen Fliegerabwehr gehörten. Im Einzelnen handelte es sich dabei um Folgende:

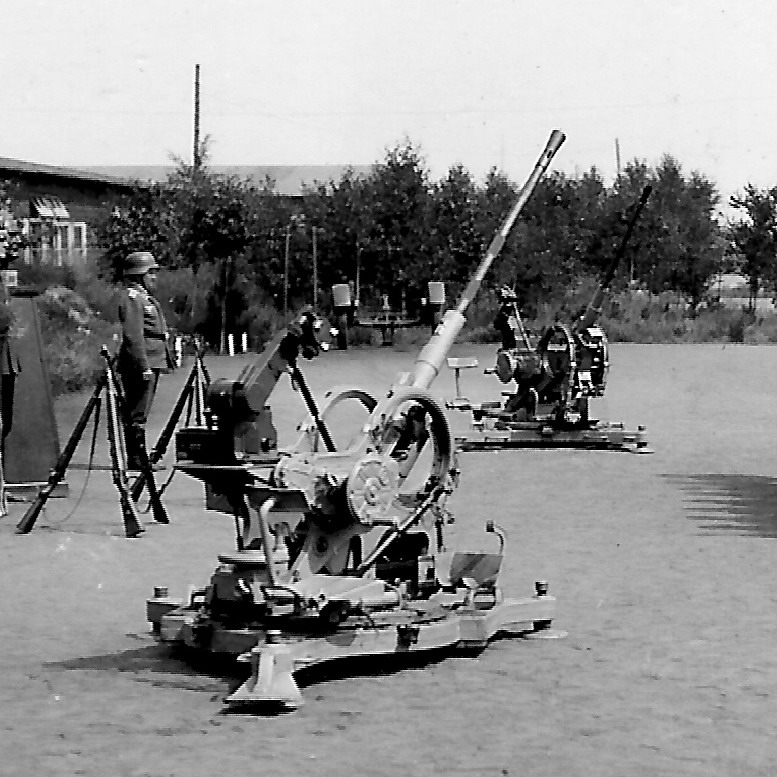
2-cm-Flak 38 (deutsch)

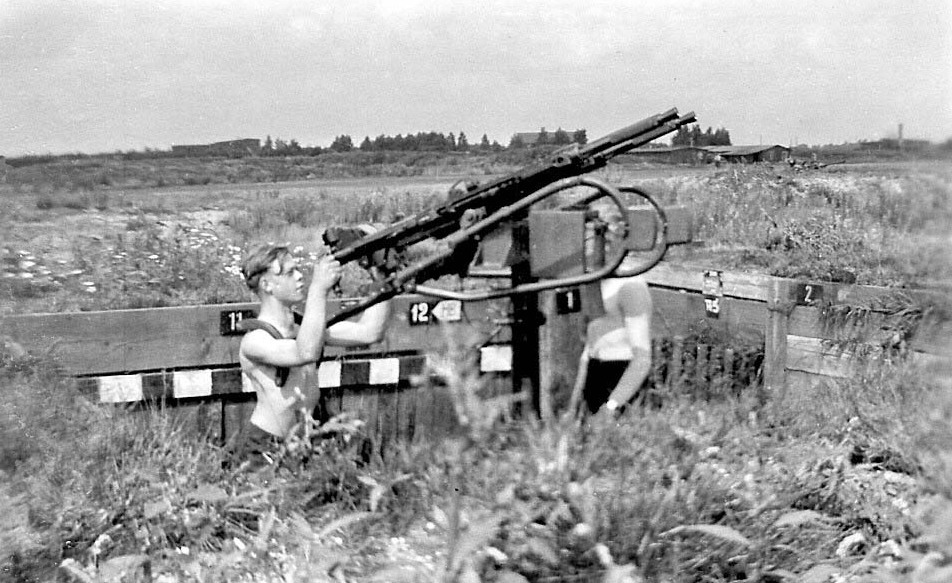
2-cm-Zwillingsflak, Flugzeug-Bordkanone auf Sockel montiert

#### Leichte Flakwaffen
- 2-cm-Flak 38 (deutsche Konstruktion)
- 2-cm-Flak (Oerlikon/Schweiz)
- 2-cm-Flak-Vierling 38
- 2-cm-Flugzeug-Bordkanonen auf Sockel montiert

#### Mittlere Flakwaffen
- 3,7-cm-Flak (deutsche, schwedische, sowjetische Konstruktionen)
- 3,7-cm-Zwillingsflak
- 4-cm-Flak (Bofors/Schweden und Beutewaffen)

#### Schwere Flakwaffen

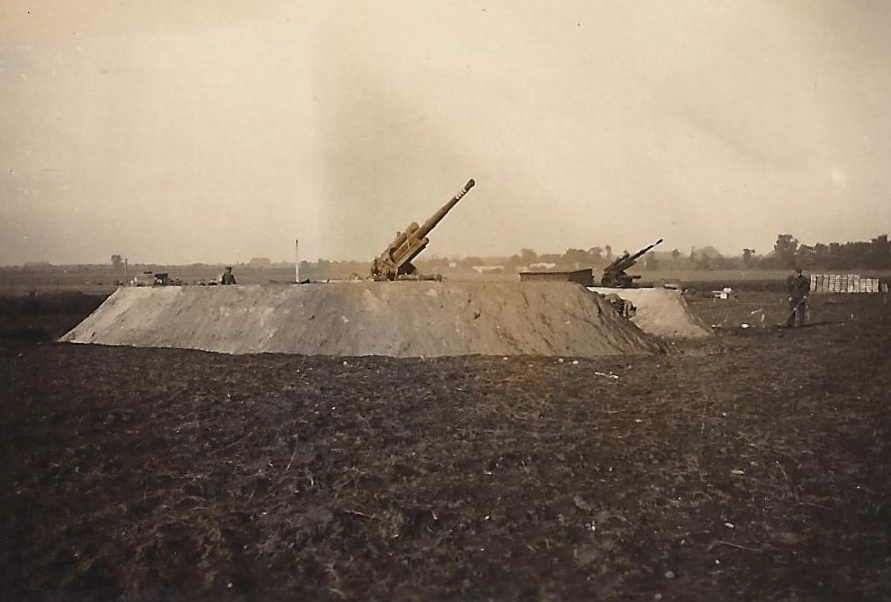
8,8-cm-Flak-Geschütz „Anton“ der Batterie in Berlin-Karow in Feuerstellung (Oktober 1943)

- 8,8-cm-FlaK 18/36/37
- 8,8-cm-FlaK 41
- 8,5/8,8-cm-Flak (aufgebohrte sowjetische Beutegeschütze)
- 10,5-cm-Flak 38 & als Zwilling
- 12,8-cm-Flak 40 & als Zwilling auf den Flaktürmen

Die 8,5/8,8-cm-Kanone wurde von den LwH häufig „Russenspritze“ genannt, weil es sich um Beutegut von der Ostfront handelte. Die Kanonen waren allerdings deutschen Ursprungs, d. h. Anfang der 1930er Jahre von Krupp an die Sowjetunion geliefert.

#### Scheinwerfer
- 60, 150 und 200 cm Durchmesser

#### Kommandogeräte
- Typ 35 (Kommando-Hilfsgerät);
- Typ 40 (mechanischer Analogrechner zur Ermittlung der Schusswerte)

#### Funkmessgeräte (Radar)
- FuMG 39 „Würzburg“; FuMG 40 „Mainz“; FuMG 41 „Mannheim“; ???? „Dora“ (war das mit dem kleinsten Durchmesser)

#### Flakumwertegerät
- „Malsi“, eingesetzt bei Ausfall eigener Ortungsgeräte und „Hutzenlaub“ zur Koordinatenumwertung zwischen FuMG und Scheinwerfer in Hamburg eingesetzt. Die Hutzenlaubumwertung verarbeitete den Kompasswert, den Höhenwinkel und den gemessenen Entfernungswert des FuMG. Alle Werte wurden per Telefonleitung zum Scheinwerfer übertragen und dort von LwH am Gerät eingestellt.

### Ausbildung der Flakhelfer

Ausbildungsplan für Marinehelfer

Die Ausbildung an den Geräten und Waffen erfolgte entweder in Kasernen oder direkt in den Flakstellungen. Dabei konnte man davon ausgehen, dass militärische Grundkenntnisse wie Marschieren, Exerzieren, Bewegen im Gelände und Grüßen durch den Dienst in Jungvolk und Hitlerjugend bei allen Flakhelfern vorhanden waren. Auch die Unterbringung in Gemeinschaftsunterkünften war den Jungen durch HJ-Lager vertraut. Somit konnte die Ausbildung weitgehend funktionsbezogen erfolgen und dauerte je nach Gerät oder Waffe vier bis acht Wochen. Dazu gehörten Flugzeugerkennung, Mitarbeit am Kartentisch beim Einsatz von Planfeuer, Kennenlernen der Geräte einschließlich ihrer Einzelteile und Funktionen sowie praktische Übungen unter Einschluss von Schießübungen auf Schleppziele. Zu den theoretischen Grundlagen des Einsatzes gehörten Lehreinheiten in Ballistik und Funktechnik. Waren die Flakhelfer erst einmal einer Batterie fest zugeteilt, gab es in den Flakstellungen ständiges Waffentraining, gelegentlich auch Schießübungen auf Schleppziele, z. B. an der Nordsee- und Ostseeküste und am Bodensee.

### Uniformierung der Flakhelfer
Luftwaffenhelfer und Marinehelfer wurden für ihren Dienst als Flakhelfer mit speziellen, unterschiedlichen Uniformen ausgestattet.

#### Uniform der Luftwaffenhelfer
Die vorwiegend getragenen „Dienstuniformen“ und „Arbeitsuniformen“ (Drillich) der Luftwaffenhelfer glichen den Uniformen der Luftwaffe. Sie wiesen jedoch keine soldatischen Abzeichen wie Kragenspiegel, Biesen und Litzen auf.
Die „Ausgehuniform“, die bei Fahrten vom Dienstort zu auswärtigen Orten (Dienststellen, Schulen), während der Urlaube und bei Fahrten anlässlich Versetzungen getragen wurde, war hingegen identisch mit der entsprechenden Uniform der Flieger-HJ. Lediglich die Bann-Nummer fehlte auf den hellblau paspelierten Schulterklappen, ebenso das Gebietsdreieck auf dem Ärmel.

##### Abzeichen
Die Luftwaffenhelfer trugen ein in hellblauer Garnstickerei auf schwarzem Grund gefertigtes Stoffabzeichen mit den Buchstaben „LH“. Das Abzeichen entsprach in der Form dem Hoheitsabzeichen der Luftwaffe. Es wurde auf der rechten Brustseite der Bluse und des Mantels aufgenäht getragen. Die Buchstaben LH wurden von den Luftwaffenhelfern häufig spöttisch als „Letzte Hoffnung“ interpretiert. Sitz und Trageweise entsprachen denen des Hoheitsabzeichens der Luftwaffe. An der Mütze wurde das HJ-Abzeichen, am Koppel das HJ-Koppelschloss oder das der Luftwaffe getragen. Teilweise wurde als Kopfbedeckung auch das Schiffchen der Luftwaffe getragen, dann mit dem Luftwaffenadler an der Vorderseite.

##### Dienstgradabzeichen
Die Dienstgrade der Luftwaffenhelfer unterschieden sich von denen der HJ, waren aber entsprechend:
- Der Mannschaftsführer entsprach dem Scharführer der HJ.
- Der Luftwaffenoberhelfer entsprach dem Kameradschaftsführer der HJ.

Der Mannschaftsführer trug je einen Stern aus Aluminium auf den Schulterklappen. Der Luftwaffenoberhelfer trug um beide Schulterklappen eine 0,5 cm breite, gemusterte Tresse aus Aluminiumgespinst (ähnlich den Abzeichen der Uffz.-Anwärter der Luftwaffe).

#### Uniform der Marinehelfer
Die Marinehelfer trugen im normalen Dienstbetrieb klimatisch bedingt im Westen das einfache Drillichzeug, im Osten das typische Grauzeug der Soldaten mit der geflügelten Granate auf den Schulterklappen. Als „Ausgehuniform“ diente das traditionelle „Blauzeug“ der Marine mit Bluse, Exerzierkragen, Halstuchknoten, Klapphose und Colani, als Kopfbedeckung aber nur die Bordmütze (Schiffchen). Der attraktive Colaniärmelstreifen (linker Unterarm) in Hellblau mit „Marinehelfer“ als Aufschrift in Gelb, beim „Oberhelfer“ von zwei Goldlitzen (je 5 mm) flankiert. Die für den Ausgehanzug vorgeschriebene HJ-Armbinde mit dem Hakenkreuz wurde lediglich beim Passieren der UvD-Stube verlangt und verschwand nach dem Verlassen des Batteriegeländes wie selbstverständlich in der Hosentasche.

### Aufgaben der Flakhelfer
Die Bezeichnung „Flakhelfer“ erweckt den Eindruck, sie seien Hilfskräfte für die Soldaten gewesen. Das war aber größtenteils nicht der Fall, sondern sie ersetzten Soldaten und übernahmen deren Aufgaben. Zum Beispiel wurden sie an Kanonen als Richt-, Lade- und Munitionskanoniere eingesetzt. An leichten Flaks war nur der Geschützführer ein Soldat, die übrige Geschützmannschaft bestand aus Flakhelfern. An auf Sockeln montierten Bordkanonen wurde jeweils ein Flakhelfer allein eingesetzt. An Scheinwerfern bestand die gesamte Mannschaft aus Flakhelfern. In den letzten Kriegstagen ist es sogar vorgekommen, dass Luftwaffenhelfer als Geschützführer eingesetzt wurden. Über die genannten Aufgaben hinaus gehörten auch Wachdienst, Telefondienst, Waffenpflege, Geschosspflege und Schanzarbeiten zu den Aufgaben der Flakhelfer.

### Auszeichnungen
Als Auszeichnungen konnte den Flakhelfern für die Beteiligung an Abschüssen feindlicher Flugzeuge nach einem Punktesystem das Flak-Kampfabzeichen und das Kriegsverdienstkreuz verliehen werden. Im Gefecht verletzte Flakhelfer bekamen das Verwundetenabzeichen in entsprechender Abstufung.

### Urlaub und Taschengeld
Flakhelfer erhielten Urlaub (außer Freistellungen zum Schulunterricht). Es gab gelegentlich Urlaub für einen halben Tag, bei Stationierung in der Nähe der elterlichen Wohnung auch gelegentlich über eine Nacht oder gar über ein Wochenende. Zweimal im Jahr wurde ein 14-tägiger Urlaub gewährt. Die Fahrten mit öffentlichen Verkehrsmitteln waren unentgeltlich (Wehrmachtfahrschein für die Eisenbahn). Die Flakhelfer mussten außerhalb ihres Dienstortes einen Urlaubsschein oder bei dienstlicher Abwesenheit einen Marschbefehl bei sich führen, damit sie die Berechtigung ihres Aufenthalts außerhalb des Dienstortes nachweisen konnten. Die Flakhelfer erhielten je Tag 1,00 Reichsmark als Sold, ausgezahlt wurden jedoch nur 0,50 Reichsmark. Die übrigen 0,50 RM erhielten die Eltern des Flakhelfers bei Beendigung dessen Dienstzeit, es sei denn, das Kriegsende verhinderte die Auszahlung an die Eltern.

### Zahlenmäßiger Einsatz
Die von Hitler 1942 geforderte Abstellung von 120.000 Mann regulären Personals zum Fronteinsatz wurde durch die Einberufung der Flakhelfer ermöglicht. Insgesamt taten etwa 200.000 Jungen der Jahrgänge 1926 bis 1928 Dienst als Luftwaffenhelfer, im Anfang nur im frontfernen Reichsgebiet. Zu Beginn des Einsatzes 1943 waren ausschließlich Schüler der höheren und mittleren Schulen betroffen, doch ab Herbst 1944 wurden auch Lehrlinge eingezogen, vorwiegend aus Österreich und aus den im Osten eingegliederten bzw. besetzten Gebieten. Sie ersetzten zum Teil die Luftwaffenhelfer der Jahrgänge 1926, 1927 und, soweit fronttauglich, 1928, die 1944 zum Reichsarbeitsdienst und zur Wehrmacht abgingen. Durch das schnelle Vorrücken der Alliierten gegen Ende des Krieges wurden viele Jungen in Einsätze gegen Bodentruppen verwickelt, sowohl im Osten gegen die Rote Armee als auch im Westen gegen britische und amerikanische Einheiten. Die Flakhelfer hatten rechtlich einen Nichtkombattanten-Status im Sinne der Haager Landkriegsordnung. Bei Feindannäherung wurden manche zu regulären Flaksoldaten erklärt und erhielten entsprechende Vermerke in ihre Dienstausweise.

### Flakhelfer und sonstiges Personal
In den Flakbatterien gab es häufig neben den wenigen noch verbliebenen regulären Soldaten – oft nur noch ein Mann pro Geschütz – als Hilfspersonal Nachrichtenhelferinnen (Luftwaffen- und Marinehelferinnen) in den Schreibstuben und Telefonzentralen der Stabsbatterien und Flakhelferinnen an den Scheinwerfern.
Dazu kamen russische und ukrainische Kriegsgefangene und Hilfswillige (Hiwis), meistens Angehörige der Wlassow-Armee, die zu Schanzarbeiten, bei Munitionstransporten und ähnlichen Tätigkeiten eingesetzt wurden. In zahlreichen Batterien wurden die Hiwis auch als Munitionskanoniere an den Flakgeschützen eingesetzt. Offiziell waren den Flakhelfern alle über den Dienstbetrieb hinausgehenden Kontakte mit den Russen und Ukrainern strikt untersagt, doch wurde dieses Verbot weitgehend übertreten, ohne dass es zu gravierenden Bestrafungen kam. Sehr häufig erhielten die Gefangenen von den Jungen zusätzliche Lebensmittel und Tabakwaren. Nicht selten entwickelte sich ein Tauschhandel, wobei die Russen und Ukrainer meist von ihnen aus Holzresten, Munitionskisten und ähnlichem Material äußerst geschickt hergestelltes Spielzeug gegen Brot oder Kartoffeln eintauschten. Viele Flakhelfer konnten sich durch eigenen Umgang mit den Hilfswilligen von der Verlogenheit und Haltlosigkeit der Nazipropaganda überzeugen, die immer nur von „bolschewistischen Untermenschen“ gesprochen hatte. Viele dieser Hiwis waren Studenten, die recht gut Deutsch sprachen.

### Befristeter Einsatz bei Auschwitz

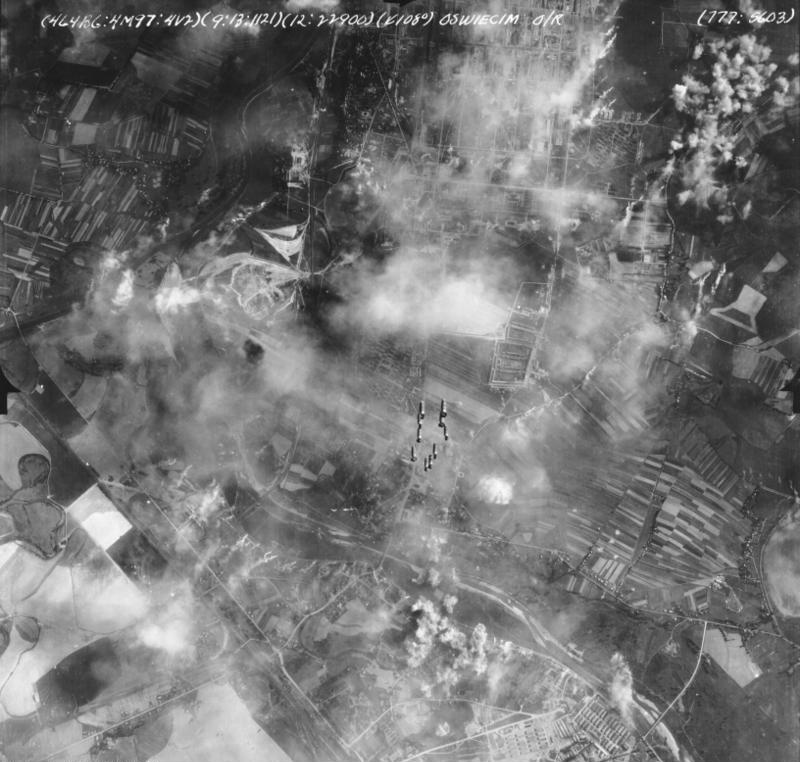
Luftangriff auf Auschwitz am 13. September 1944

Aus Briefkorrespondenzen ist bekannt, dass aus Hamburg kommende Luftwaffenflakhelfer mit ihrer gesamten Lehrerschaft im Sommer 1944 in die Umgebung des KZ Auschwitz verlegt worden waren. Ein Betreuungslehrer der betroffenen Flakbatterie beschwerte sich schriftlich beim zuständigen Schuldirektor in Hamburg, es sei „unschön“, dass jeden Tag Tausende von Sträflingen und Insassen des nahen Konzentrationslagers als Feld- und Straßenarbeiter eingesetzt seien und durch ihre Anwesenheit eine Art „Unbehagen“ bei der Batterie auslösten. Ein Unterricht war aufgrund der dauernden Luftalarme nicht mehr realisierbar. Daher wurde die Batterie Mitte September 1944 nach Breslau beordert. Konkret sind folgende Luftangriffe auf Auschwitz dokumentiert, von denen auch Marine- und/oder Luftwaffenhelfer betroffen waren:
- 1. Angriff: 4./5. Mai 1943 (Sowjetischer Bombenangriff, keine nennenswerten Schäden)
- 2. Angriff: 20. August 1944 (Amerikanischer Bombenangriff mit Ziel I.G. Farbenindustrie Auschwitz)
- 3. Angriff: 13. September 1944 (Amerikanischer Bombenangriff mit Ziel I.G. Farbenindustrie Auschwitz)
- 4. Angriff: 18. Dezember 1944 (Amerikanischer Bombenangriff mit Ziel I.G. Farbenindustrie Auschwitz)
- 5. Angriff: 19. Januar 1945 (Amerikanischer Bombenangriff)

### Folgen des Einsatzes
Zu den ersten Todesfällen bei Flakhelfern kam es am 1. März 1943. Durch eine britische Fliegerbombe wurden sechs Oberschüler der Schadow-Schule Berlin-Zehlendorf getötet, die als Flakhelfer in Berlin-Lichterfelde-Süd eingesetzt waren. Außerdem starben 14 als „hilfswillig“ deklarierte sowjetische Kriegsgefangene, was allerdings in der Öffentlichkeit nicht erwähnt wurde. Die Getöteten bekamen unter großer Anteilnahme der Bevölkerung ein  Staatsbegräbnis auf dem Dahlemer Waldfriedhof. Der Kommandeur des Luftgaukommandos Berlin hielt eine Ansprache und legte „Eiserne Kreuze“ auf die Särge, bei denen sich schon ein „Kranz des Reichsmarschalles“ befand. Der Propagandaminister, Joseph Goebbels, schritt die Front der Särge ab, ließ jeweils einen Kranz niederlegen und kondolierte den Angehörigen. Fünf Flakhelfer wurden verwundet und kamen ins Hindenburg-Lazarett nach Zehlendorf. Unter den ersten Besuchern dort befanden sich der Reichsjugendführer Arthur Axmann und der Stadtkommandant von Berlin, Generalleutnant Paul von Hase.

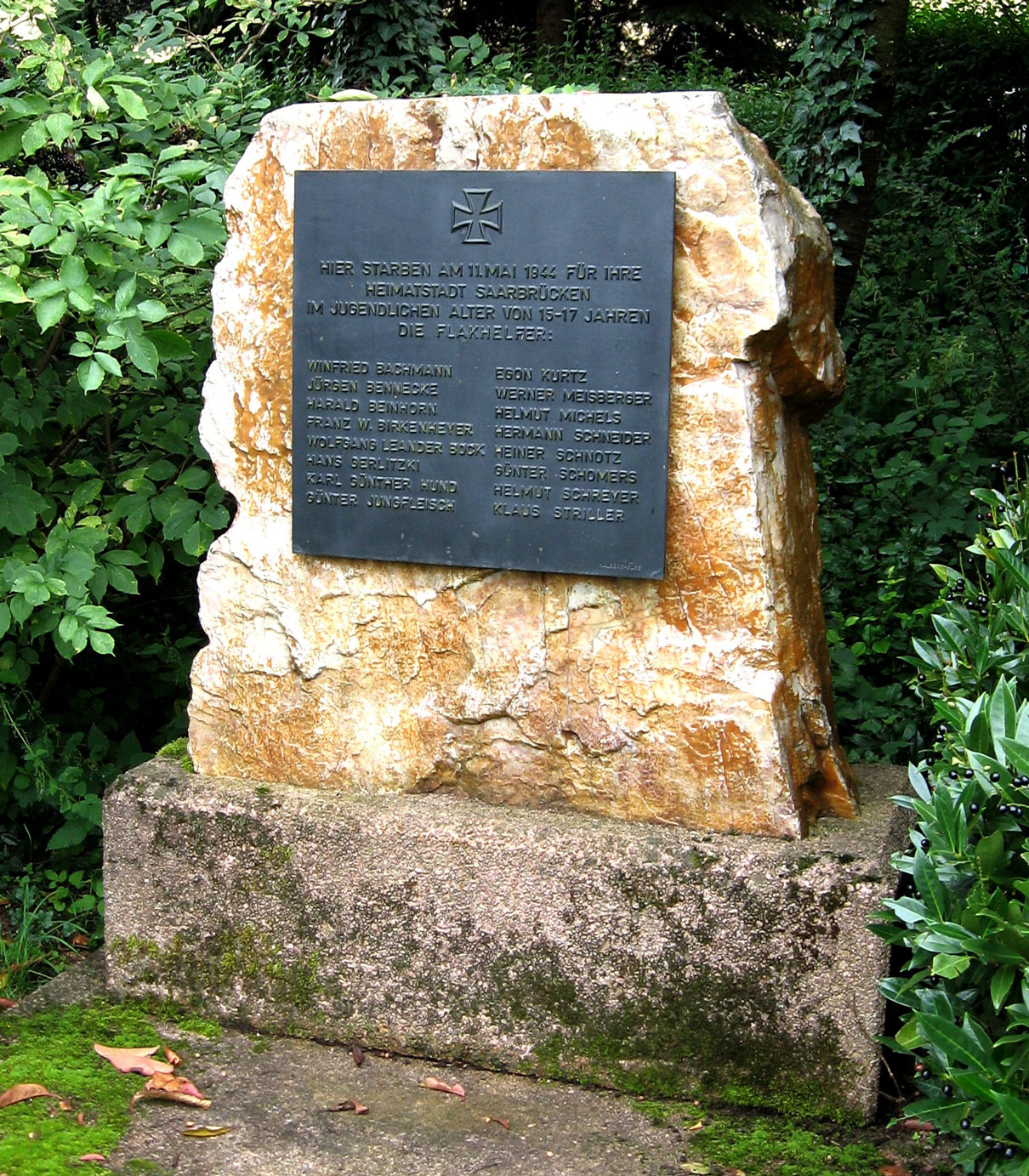
Gedenkstein für getötete Flakhelfer in Saarbrücken

Als die ersten Flakhelfer eingezogen wurden, nahm man an, dass 100 Jugendliche einen Ersatz für 70 reguläre Flaksoldaten darstellen würden. In der Realität erwies sich jedoch oft, dass die Flakhelfer, die im weiteren Verlauf des Krieges schließlich ganze Flakbatterien eigenverantwortlich führten, die eigentlichen Flak-Soldaten an Einsatzbereitschaft übertrafen. Wie viele der Flakhelfer getötet wurden, ist unbekannt, da sie nicht erfasst wurden. Aufgrund der zahlreichen Berichte über Volltreffer in Flakstellungen ist mit hohen Opferzahlen zu rechnen. Allein bei einem Luftangriff auf eine Flakstellung in Köln-Brück am 28. Januar 1945 kamen 17 Luftwaffenhelfer ums Leben. Am 3. Oktober 1943 erhielt eine Flakstellung bei Sandershausen in der Nähe von Kassel einen Bombenvolltreffer. Unter den Opfern befanden sich 23 Oberschüler. An der Stelle des Geschehens erinnert heute ein Gedenkstein an die Opfer. Bei einem Luftangriff auf Hannover am 27. September 1943 wurden in der Flakstellung Langenhagen 13 hannoversche Gymnasialschüler durch einen Volltreffer in die Umwertung (eine mechanische Rechenanlage zur Ermittlung der ballistischen Werte für die Geschütze) getötet. Auch für sie wurde ein Gedenkstein angelegt, der nahe der Galopprennbahn „Neue Bult“ in Langenhagen steht. Zwei Luftwaffenhelfer der Staatlichen Deutschen Oberschule für Jungen in Zwickau kamen beim Endkampf in Berlin Anfang Mai 1945 im sowjetischen Granatfeuer ums Leben.

## Prominente Flakhelfer
Ein ehemaliger Luftwaffenhelfer war der von 2005 bis 2013 amtierende Papst Benedikt XVI., damals Joseph Alois Ratzinger (1927–2022). Er befand sich mit seiner Klasse zum Schutz eines BMW-Werkes in einer Flakstellung in der Nähe von München im Einsatz. Auch der Nobelpreisträger für Literatur Günter Grass (1927–2015), die Schriftsteller Martin Walser (1927–2023) und Günter de Bruyn (1926–2020), der Journalist und Schriftsteller Jost Nolte (1927–2011), der ehemalige deutsche Außenminister Hans-Dietrich Genscher (1927–2016), der Kabarettist Dieter Hildebrandt (1927–2013), der Mainzer Professor für Medizinische Mikrobiologie Dietrich Falke (Jahrgang 1927), der SPD-Politiker Erhard Eppler (1926–2019), der Soziologe Niklas Luhmann (1927–1998) und die Publizisten und Journalisten Matthias Walden (1927–1984), Joachim Fest (1926–2006) und Peter Boenisch (1927–2005) sowie der Historiker Wilhelm Volkert (1928–2020) zählen zur sogenannten „Flakhelfer-Generation“. In Wien war der spätere Showstar Peter Alexander (1926–2011) als Luftwaffenhelfer eingesetzt, in Hamburg der Schauspieler Walter Giller (1927–2011). Der spätere Prinzgemahl der niederländischen Königin Beatrix, der deutsche Diplomat Claus von Amsberg (1926–2002), gehörte von 1942 bis 1944 der Flak als Marinehelfer an, desgleichen der Direktor des Hallenser Händelhauses Konrad Sasse (1926–1981). Der Verleger Wolf Jobst Siedler (1926–2013) wurde als Marinehelfer zusammen mit Ernst Jünger jr. († 1944), Sohn des Schriftstellers, wegen Wehrkraftzersetzung verurteilt. Manfred Rommel (1928–2013), der spätere Stuttgarter Oberbürgermeister, war als 15-Jähriger zur Flak einberufen worden. Bei der Trauerfeier seines Vaters Generalfeldmarschall Erwin Rommel am 18. Oktober 1944 im Ulmer Rathaus schritt er in Luftwaffenhelferuniform hinter dessen Sarg. In einem Interview mit der „Zeit“ im Jahr 2002 gab er an: „Ich habe noch heute einen Albtraum aus meiner Zeit als Luftwaffenhelfer!“ Der Kölner Satiriker Helmar Meinel (Jahrgang 1928), Luftwaffenhelfer in Berlin, definierte die Zwangsrekrutierung der Oberschüler in der „Konfirmanden-Flak“ als „Hitlers Rache am humanistischen Bildungssystem“.
Nach dem Krieg hatten die von der NS-Zeit weitgehend unbelasteten und im Gegensatz zur Vätergeneration kaum dezimierten Jahrgänge als „Flak-Demokraten“ maßgeblichen Anteil am Wiederaufbau Deutschlands. So waren im engsten Beraterstab von Bundeskanzler Willy Brandt die ehemaligen Luftwaffenhelfer Horst Ehmke (1927–2017, Chef des Kanzleramtes), Klaus Schütz (1926–2012, Staatssekretär, später Regierender Bürgermeister von Berlin) und Klaus Harpprecht (1927–2016, Redenschreiber des Kanzlers) tätig. Auch der DDR-Spion im Bundeskanzleramt, Günter Guillaume (1927–1995), war ein früherer Flakhelfer.
Der DDR-Schriftsteller Dieter Noll (1927–2008) verarbeitete im ersten Band seines autobiografisch geprägten Romans Die Abenteuer des Werner Holt zu einem großen Teil seine Erlebnisse als Flakhelfer im Ruhrgebiet.

### Sachbücher
- Malte Herwig: Die Flakhelfer. Wie aus Hitlers jüngsten Parteimitgliedern Deutschlands führende Demokraten wurden. DVA, München 2013, ISBN 978-3-421-04556-0.
- Walter L. Frank: Luftwaffenhelfer zwischen Schule, Luftkrieg und HJ. Schüler der Aufbauschule Schwabach als Luftwaffenhelfer in der Schweren Flak-Batterie 5./634 in Nürnberg-Schniegling Februar 1943 bis August 1944. Ein Bericht über junge Menschen, Zeitumstände und Politik. Berlin 2006, ISBN 978-3-939533-50-4.
- Heinz Bude: Deutsche Karrieren. Lebenskonstruktionen sozialer Aufsteiger aus der Flakhelfer-Generation. Frankfurt am Main 1987, ISBN 3-518-11448-4.
- Paul Emunds (Hrsg.): Mit fünfzehn an die Kanonen. Eine Fallstudie über das Schicksal der als „Luftwaffenhelfer“ (LwH) eingesetzten Oberschüler in den Sperrfeuerbatterien (Flak Abt. 514) rund um Aachen während der anglo-amerikanischen Luftoffensiven der Jahre 1943/44. Aachen 1975.
- Werner Baumeister: Castrop-Rauxel im Luftkrieg 1939–1945. Castrop-Rauxel 1988, ISBN 3-923299-04-4.
- Renate Fricke-Finklenburg (Hrsg.): Nationalsozialismus und Schule. Amtliche Erlasse und Richtlinien 1933–1945. Opladen 1989, ISBN 3-8100-0752-8.
- Hans-Dietrich Nicolaisen: Die Flakhelfer. Luftwaffenhelfer und Marinehelfer im Zweiten Weltkrieg. Berlin 1985, ISBN 3-548-33045-2.
- Hans-Dietrich Nicolaisen: Gruppenfeuer und Salventakt. Schüler und Lehrlinge bei der Flak 1943–1945. 2 Bände, Büsum 1993.
- Ludwig Schätz: Luftwaffenhelfer – ein Kapitel zur Geschichte des deutschen Wehrmachtsgefolges im Zweiten Weltkrieg. (Dissertation), München 1970.
- Ludwig Schätz: Schüler-Soldaten. Die Geschichte der Luftwaffenhelfer im zweiten Weltkrieg. Darmstadt 3. Auflage 2003, ISBN 3-7677-0034-4.
- Franz-Josef Schmeling: Vom Krieg ein Leben lang geprägt. Ehemalige Luftwaffen- und Marinehelfer antworten 50 Jahre danach. Osnabrück 1997, ISBN 3-87898-358-1.
- Rolf Schörken: Luftwaffenhelfer und Drittes Reich. Die Entstehung eines politischen Bewusstseins. Stuttgart 2. Auflage 1985, ISBN 3-608-91124-3.
- Rolf Schörken: Die Niederlage als Generationserfahrung. Jugendliche nach dem Zusammenbruch der NS-Herrschaft. Weinheim/München 2004, ISBN 3-7799-1134-5.
- Ludger Tewes: Jugend im Krieg. Von Luftwaffenhelfern und Soldaten 1939–1945. Essen 1989, ISBN 3-920460-49-9. (Vorwort von Rolf Schörken).
- Fritz Helberg-Oldenburg, Rainer Hendricks (Bearb.): Eine Nacht ohne Alarm – Tagebuch eines Flakhelfers 1944–1945, Walsrode 2005. ISBN 3-00-017621-7.
- Wolfgang Waldhauer: Als Luftwaffenhelfer 1944 in Berlin und bei Leuna. Internetberichte in Kollektives Gedächtnis und Berliner Unterwelten e. V., Leverkusen 2001.

### Belletristik
- Dieter Borkowski: Wer weiß, ob wir uns wiedersehen: Erinnerungen an eine Berliner Jugend. Fischer-Taschenbuch 3479. Fischer-Taschenbuch-Verlag, Frankfurt am Main 1983. ISBN 3-596-23479-4.
- Günter de Bruyn: Zwischenbilanz: eine Jugend in Berlin. 5. Auflage. S. Fischer, Frankfurt am Main 1992. ISBN 3-10-009609-6. (Autobiographie, Seiten 140–172).
- Harry Käpernick: Luftwaffenhelfer – verführt – verheizt – vergessen. R. G. Fischer, Frankfurt/Main 2000. ISBN 3-8301-0014-0.
- Dieter Noll: Die Abenteuer des Werner Holt: Roman einer Jugend. Aufbau-Taschenbücher 1583. Aufbau-Taschenbuch-Verlag, Berlin 1999, ISBN 3-7466-1583-6.
- Günter Grass: Beim Häuten der Zwiebel. Steidl Verlag, Göttingen 2006.
- Gert Ledig: Vergeltung. S. Fischer, Frankfurt/Main 1956; Suhrkamp, Frankfurt/Main 1999, ISBN 3-518-39741-9.

### Unterrichts-Baustein
- Manuel Werner: Macht und Ohnmacht jugendlicher Luftwaffenhelfer – Ein Beispiel vom Fliegerhorst und KZ Echterdingen/Filder, in: Landeszentrale für politische Bildung Baden-Württemberg/Erzieherausschuss der Gesellschaft für Christlich-Jüdische Zusammenarbeit Stuttgart (Hrsg.): Durch Faszination zur Macht – die Faszination der Macht. Bausteine zum Verhältnis von Macht und Manipulation. Handreichungen für den Unterricht, Stuttgart 2003.

## Multimedia

### Verfilmungen
- Anfang aus dem Ende – Die Flakhelfergeneration (Dokumentation), SWR 2013
- Die Abenteuer des Werner Holt, DDR 1965, Regie Joachim Kunert, mit Klaus-Peter Thiele, Manfred Karge und Arno Wyzniewski
- Luftwaffenhelfer, TV, BRD 1980, Regie: Volker Vogeler, Buch: Claus Hubalek – mit Marco Kröger, Arthur Brauss, Till Topf, Alexander Radszun